# Барађола Векија (Варезе)
Барађола Векија је насеље у Италији у округу Варезе, региону Ломбардија.
Према процени из 2011. у насељу је живело 27 становника. Насеље се налази на надморској висини од 367 м.